# Dianthus borbasii
Dianthus borbasii là loài thực vật có hoa thuộc họ Cẩm chướng. Loài này được Vandas mô tả khoa học đầu tiên năm 1886.